# Atletica leggera ai Giochi della XXIII Olimpiade - 400 metri piani femminili
I 400 metri piani hanno fatto parte del programma femminile di atletica leggera ai Giochi della XXIII Olimpiade. La competizione si è svolta nei giorni 4-6 agosto 1984 al «Memorial Coliseum» di Los Angeles.

## Assenti a causa del boicottaggio
Nota: le prestazioni, ove non indicato, sono state ottenute nell'anno olimpico.
| Primatista e camp.ssa mondiale | 47"99 | 1983      | Jarmila Kratochvílová |
| Campionessa olimpica           | 48"26 | 27 luglio | Marita Koch           |
| Seconda prestazione stagionale | 48"73 | 18 giugno | Taťána Kocembová      |
| Prima delle sovietiche         | 48"98 | 22 giugno | Olga Vladykina        |

## La gara
Come nei 200 metri, mancando le "valchirie" della Germania Est, ne approfittano le atlete di casa. I Trials sono stati vinti da Chandra Cheeseborough con 49"28, record nazionale. Dietro di lei Valerie Brisco-Hooks e Lillie Leatherwood.
Come ai Giochi di Mosca, non si disputano i Quarti a causa del numero ridotto delle partecipanti. Ma, a differenza di quattro anni prima, il regolamento non prevede ripescaggi nelle batterie. La tedesca Heike Schulte-Mattler viene eliminata al primo turno nonostante un buon 52"77.

Le americane primeggiano in semifinale, qualificandosi con i tre migliori tempi. Chandra Cheeseborough è leggermente favorita perché ha sempre corso in meno di 51", Valerie Brisco invece ha sempre corso sopra 51".

In finale parte veloce la britannica Kathy Smallwood (corsia 6), che tiene la Cheeseborough come riferimento (corsia 7). La Brisco (corsia 5), che ai 150 metri è un metro dietro l'inglese, ai 250 metri prende la testa della corsa. Entra per prima sulla retta finale davanti alla Cheeseborough (che ha corso fortissimo in curva) e alla Smallwood. Acquisisce un vantaggio di 2 metri sulle inseguitrici, che conserva fino al traguardo. Vince con il nuovo record olimpico.
Tutte le prime quattro hanno stabilito il primato personale. Sono stati battuti i record nazionali dei tre Paesi di appartenenza.

## Risultati

### Turni eliminatori
| 4 Batterie   | 4 agosto | 28 partenti   | Si qualificano le prime 4. |
| 2 Semifinali | 5 agosto | 8 + 8         | Si qualificano le prime 4. |
| Finale       | 6 agosto | 8 concorrenti |                            |

### Finale
Stadio «Memorial Coliseum», lunedì 6 agosto.
| Pos | Paese         | Atleta                | Tempo |
| --- | ------------- | --------------------- | ----- |
|     | Stati Uniti   | Valerie Brisco-Hooks  | 48”83 |
|     | Stati Uniti   | Chandra Cheeseborough | 49”05 |
|     | Gran Bretagna | Kathy Smallwood       | 49”42 |
| 4   | Canada        | Marita Payne          | 49”91 |